# Laie - Langes Luch
Laie - Langes Luch este o arie protejată (arie specială de conservare — SAC, sit de importanță comunitară — SCI) din Germania întinsă pe o suprafață de 88,11 ha, integral pe uscat.

## Localizare
Centrul sitului Laie - Langes Luch este situat la coordonatele 52°08′30″N 13°53′29″E / 52.1417°N 13.8914°E.

## Înființare
Situl Laie - Langes Luch a fost declarat sit de importanță comunitară în septembrie 2000 pentru a proteja 1 specie de animale. Situl a fost protejat și ca arie specială de conservare în martie 2003.

## Biodiversitate
Situată în ecoregiunea continentală, aria protejată conține 2 habitate naturale: Mlaștini turboase de tranziție și turbării mișcătoare, Depresiuni pe substraturi de turbă de Rhynchosporion.
La baza desemnării sitului se află o specie protejată de  amfibieni: triton cu creastă (Triturus cristatus).
Pe lângă speciile protejate, pe teritoriul sitului au mai fost identificate 15 specii de plante.